# علي بن ناصر العماري
علي بن ناصر العماري هو سياسي سعودي من مواليد 1303هـ الموافق 1885م وقد حصل على منصب مدير للمالية والجمارك و نائبًا لقائم مقام جدة في عهد الملك عبدالعزيز وقد أُطلق على أحد أحياء جدة اسم حي العمارية نسبة إليه.
علي بن ناصر بن محمد بن سليمان بن راشد بن عبدالله بن عمار، من الاساعدة الذين هاجروا من وادي رهاط في الحجاز نهاية القرن 11 هـ الى بلدة بقعاء في حائل، ثم انتقل جده عمار الى الرس عام 1120هـ، ثم انتقل جده راشد الى عنيزة عام 1210هـ.
ولد علي ناصر العماري في مدينة عنيزة عام 1303هـ وتعلم عن طريق معلمي كتاتيب عنيزة ثم انتقل إلى عسفان إحدى بلدات منطقة مكة المكرمة وبعدها إلى جدة ليستقر فيها.
بنى علي العماري قصرًا عُد حينها أول بناء مسلح بالمدينة، وقد سميت المنطقة لاحقًا بحي العمارية نسبة إلى علي العماري. أُطلق على البناية اسم القصر الأخضر وقد سكن فيه الملك عبدالعزيز لفترة من الوقت كدار للضيافة حين إقامته في مدينة جدة. يروي المؤرخ ابراهيم الحسون في مقاله بجريدة المدينة قصه عاصرها عن حادثة احتراق الباخرة آسيا بالقرب من جدة بتاريخ 1347هـ، وحين وصول الأنباء إلى نائب قائم مقام جدة علي العماري أمر فورًا بإرسال الزوارق واللنشات لإنقاذ الركاب الذين نجى غالبيتهم من الكارثة. توفى علي العماري بتاريخ 22 من شهر رمضان لعام 1394هـ بعمر تسعون عامًا عاش أغلبها في مدينة جدة.

## المناصب
- 1343هـ، تنظيم أمور الحجاج في رابغ.
- 1344 هـ، أحد مؤسسي شركة لسير السيارات في منطقة الحجاز أطلق عليها الشركة المساهمة للسيارات الوطنية لنقل الركاب والحجاج والبريد.[4]

- 1345هـ، مفتشًا عامًا للجمرك الداخلي والخارجي.